# Les Quatre Fleuves
Les Quatre Fleuves est une bande dessinée de Fred Vargas et Edmond Baudoin publiée en 2000 aux éditions Viviane Hamy dans la collection « Chemins nocturnes ». Le livre est un roman original de Fred Vargas : Baudoin a adapté directement avec l'auteur le texte qu'elle avait écrit ; la bande dessinée est donc la seule version de l'œuvre.

## Résumé
Grégoire Braban et son ami Vincent pratiquent le vol à la tire dans les rues de Paris. Ce jour-là, à Saint-Michel, ils arrachent la sacoche d’un vieil homme et pensent avoir décroché le gros lot : trente mille francs. Mais Vincent est écœuré par ce que cette sacoche contient encore et a le sentiment que ce qu'il y trouve est mauvais. Très mauvais.
Lorsque Grégoire rejoint son ami le lendemain, il le trouve assassiné et prévient la police anonymement après avoir récupéré le sac et son contenu.
Le commissaire Jean-Baptiste Adamsberg, chargé de l'enquête, s'interroge sur la cuisse lacérée de Vincent, y voyant là la signature du Bélier qui a déjà plusieurs meurtres à son actif.
S'ensuit alors une course-poursuite : le vieillard compte récupérer son bien quel qu'en soit le prix, Adamsberg court après le criminel et Grégoire fuit, ne sachant d'où vient le plus grand danger : la police ou le vieil homme ?
Mais le commissaire est fermement décidé à protéger le fuyard.

## Réception
L'ouvrage paraît dans une collection qui ne publie que du texte, sans distinction avec les autres titres, au côté des autres livres de Fred Vargas ; il est publié à l'occasion des dix ans de la maison d'édition Viviane Hamy, dans un format légèrement plus grand que les autres volumes de la collection. Il n'y aura d'ailleurs pas d'autre expérience de ce type chez l'éditeur. Cela permet au livre d'avoir un accueil critique débordant celui de la bande dessinée. Entre autres, Yves-Marie Labé salue dans Le Monde « le métissage réussi des univers de Fred Vargas et d'Edmond Baudoin [qui] en a fait une oeuvre forte comme un opéra, fragile comme un air de jazz » ; Fabien Tillon de Bodoï, un mensuel spécialisé dans la bande dessinée, salue un « album original et réussi » proposant une « histoire policière intelligente et bien fichue » servie par un dessin au « noir et blanc âpre, coupant, parfois fragile, presque évanescent ».
L'ouvrage reçoit l'Alph-Art du meilleur scénario au festival d'Angoulême en 2001.

## Postérité
Malgré l'accueil favorable, il n'y a pas de suite à cet ouvrage et il faudra attendre juin 2010 pour qu'ait lieu une nouvelle collaboration entre les auteurs. Toutefois Le Marchand d'éponges (Librio) est l'adaptation d'une nouvelle de Fred Vargas, et non un scénario original comme Les Quatre Fleuves. Baudoin y reprend le personnage d'Adamsberg pour une courte intrigue.